# عمير بن الحمام
عُمَير بن الحُمام صحابي من الأنصار من بني حرام بن كعب من الخزرج، أسلم وآخى النبي محمد بينه وبين عبيدة بن الحارث، وشهد مع النبي محمد غزوة بدر، فخطب النبي محمد في أصحابه يحثهم على القتال، فقال: «قوموا إلى جنة عرضها السموات والأرض أُعدّت للمتقين»، فقال عمير: «بخ بخ»، فسأله النبي محمد: «لم تبخبخ؟»، فقال: «أرجو أن أكون من أهلها»، فقال النبي محمد: «فإنك من أهلها»، فأخرج عمير من جعبة سهامه بعض تمرات، وأخذ يأكل، ثم قال لنفسه: «لئن أنا حييت حتى آكل تمراتي هذه، إنها لحياة طويلة»، فقام ورمى ما كان معه من تمر، وقاتل حتى قُتل، وقيل أنه كان أول قتيل من الأنصار، وقاتله هو خالد بن الأعلم.